# Livrustkammaren
Die Rüstkammer des königlichen Schlosses in Stockholm (schwedisch Livrustkammaren) ist das älteste Museum Schwedens und befindet sich unterhalb des königlichen Schlosses in Stockholm.

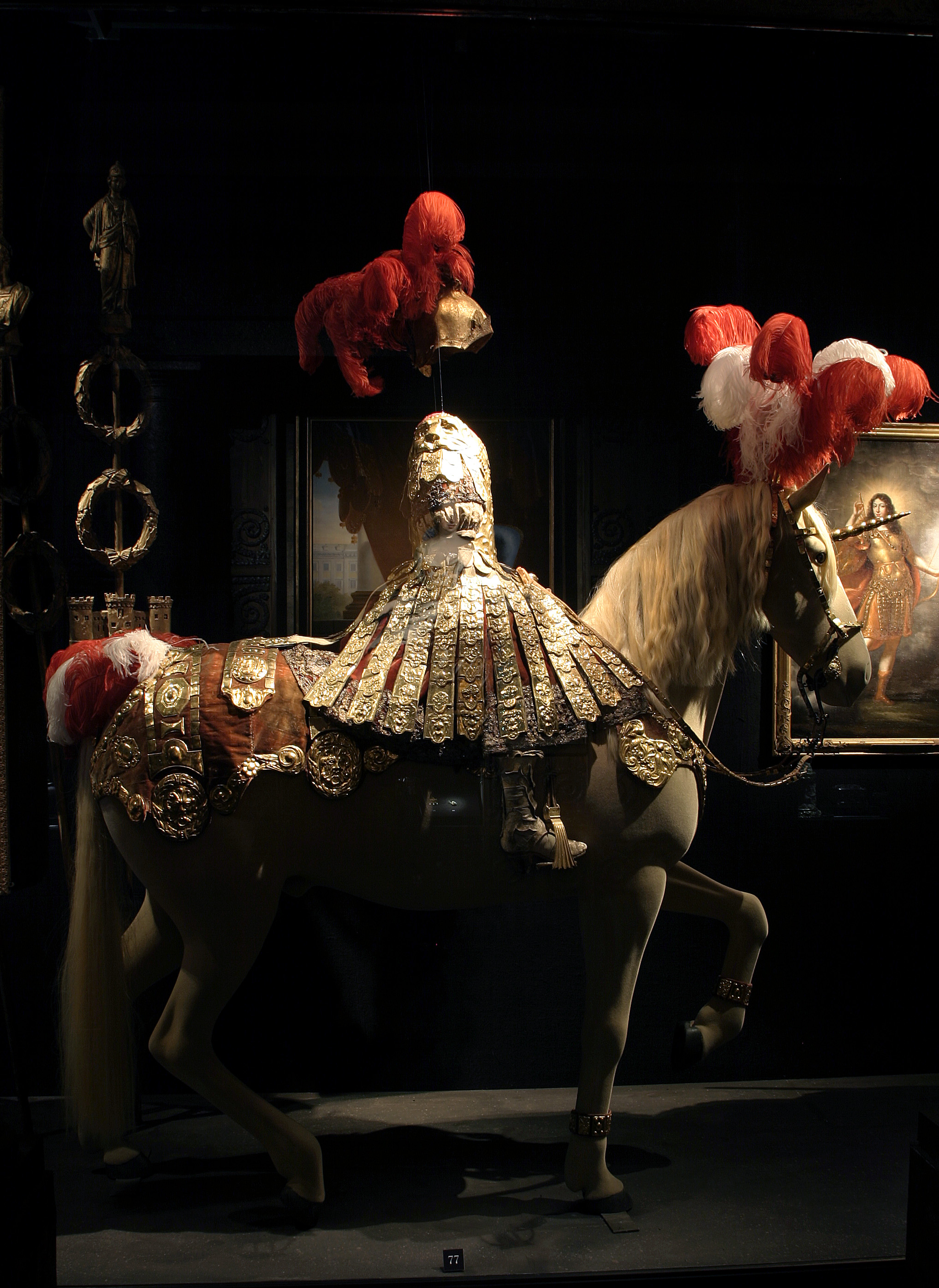
Aus der Ausstellung Cristina di Svezia

Das Museum verwaltet heutzutage eine große Anzahl Objekte mit Bezug zu den verschiedenen Herrscherdynastien des Landes und bildet damit ein Kulturerbe, das die Rolle des Königshauses in der schwedischen Geschichte über die Jahrhunderte aufzeigt. Die Objekte beziehen sich auf die großen Ereignisse der Herrscherfamilien, wie Staatszeremonien, Heiraten, Taufen und Begräbnisse (z. B. Waffen, Rüstungen und Wagen), aber auch vieles aus dem alltäglichen Leben am Hofe, wie Spielsachen und verschiedene Bekleidungen, wird dem Besucher nahegebracht.
Das Museum geht zurück auf Gustav Adolf von Schweden, der nach seiner Rückkehr aus dem Feldzug gegen Polen 1628 befahl, dass seine Kleider in der Rüstkammer zum ewigen Angedenken (till en evig åminelse) aufbewahrt werden sollten.
Besucher können in der Livrustkammaren die Schwerter, das durchlöcherte Koller aus Elchleder aus der Schlacht bei Lützen (1632) und Streiff, das Pferd Gustav Adolfs, sehen, ebenso wie die Perücke, die Karl XII. 1714 auf seinem Heimweg von der Türkei quer durch Europa trug.
2003 feierte das Museum sein 375-jähriges Bestehen.